# Liopilio yukon
Liopilio yukon is een hooiwagen uit de familie echte hooiwagens (Phalangiidae).